# OpenSkies

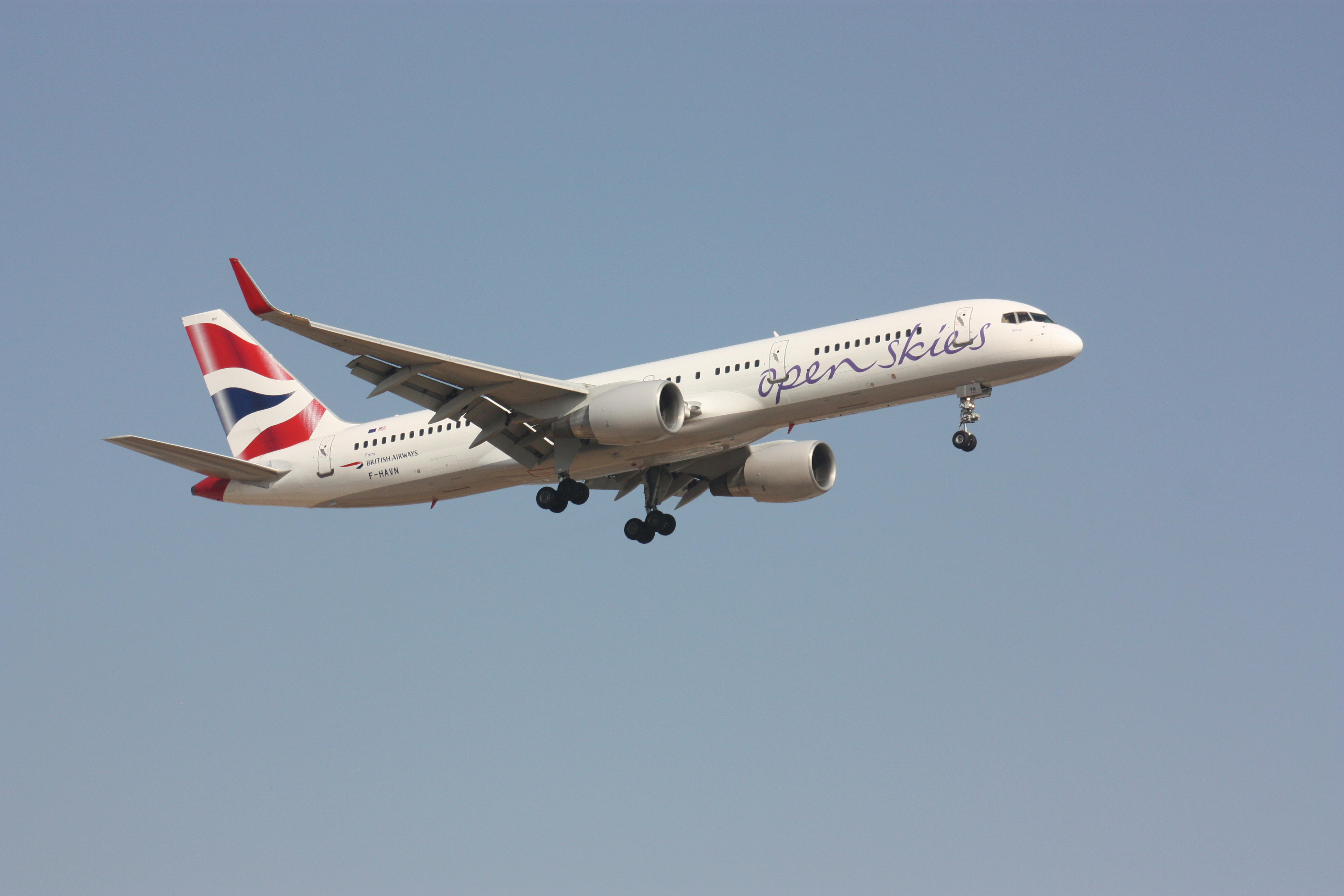
Một chiếc B757 của OpenSkies

OpenSkies (trước kia được biết với tên gọi là Elysair) là hãng hàng không hoàn toàn sở hữu của British Airways thuộc Anh với những chuyến bay đầu tiên hoạt động vào tháng 6 năm 2008. Ban đầu, hãng được vận hành dưới sự điều hành của BA European Limited nhưng tới tháng 4 năm 2009, hãng đổi tên thành Elysair và hoạt động cho hãng L'Avion của Pháp. Toàn bộ nội thất ghế trên toàn máy bay đều là hạng thương gia và chia thánh hai dạng: kiểu ghế ngồi và kiểu ghế nằm. Tổng hành dinh của hãng được đặt tại Tòa nhà 519 tại Paray Vielle Poste, Pháp, gần Wissous.

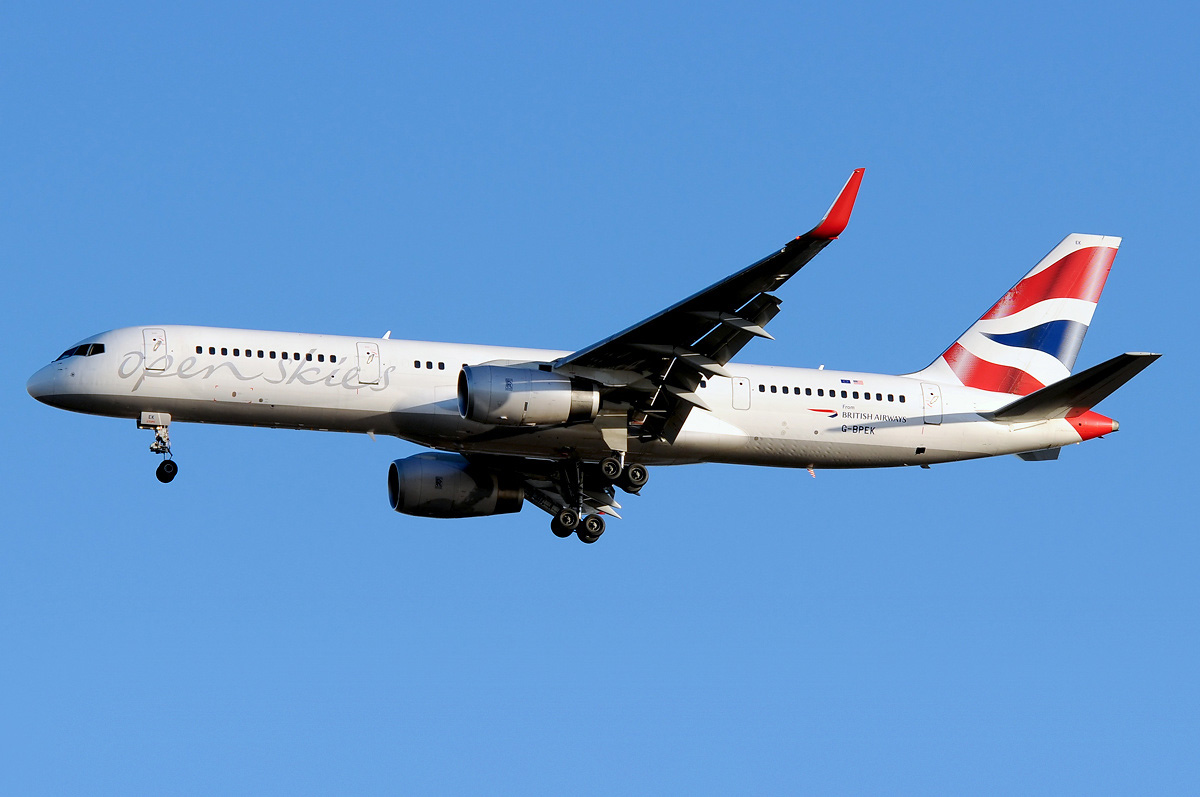
OpenSkies tại sân bay Newark

## Lịch sử
"Project Lauren" là tên gọi dự kiến của OpenSkies khi của British Airways có kế hoạch thành lập. British Airways muốn giảm sự phụ thuộc của Sân bay Heathrow ở Luân Đôn, Anh của hãng bằng cách thực hiện các chuyến bay giữa Hoa Kỳ và nội địa Châu Âu. Cách duy nhất có thể thực hiện sau khi Hiệp định mở rộng bầu trời bay giữa Liên Minh châu Âu và Hoa Kỳ cho phép các hãng hàng không giữa hai châu lục từ tháng 3 năm 2008.

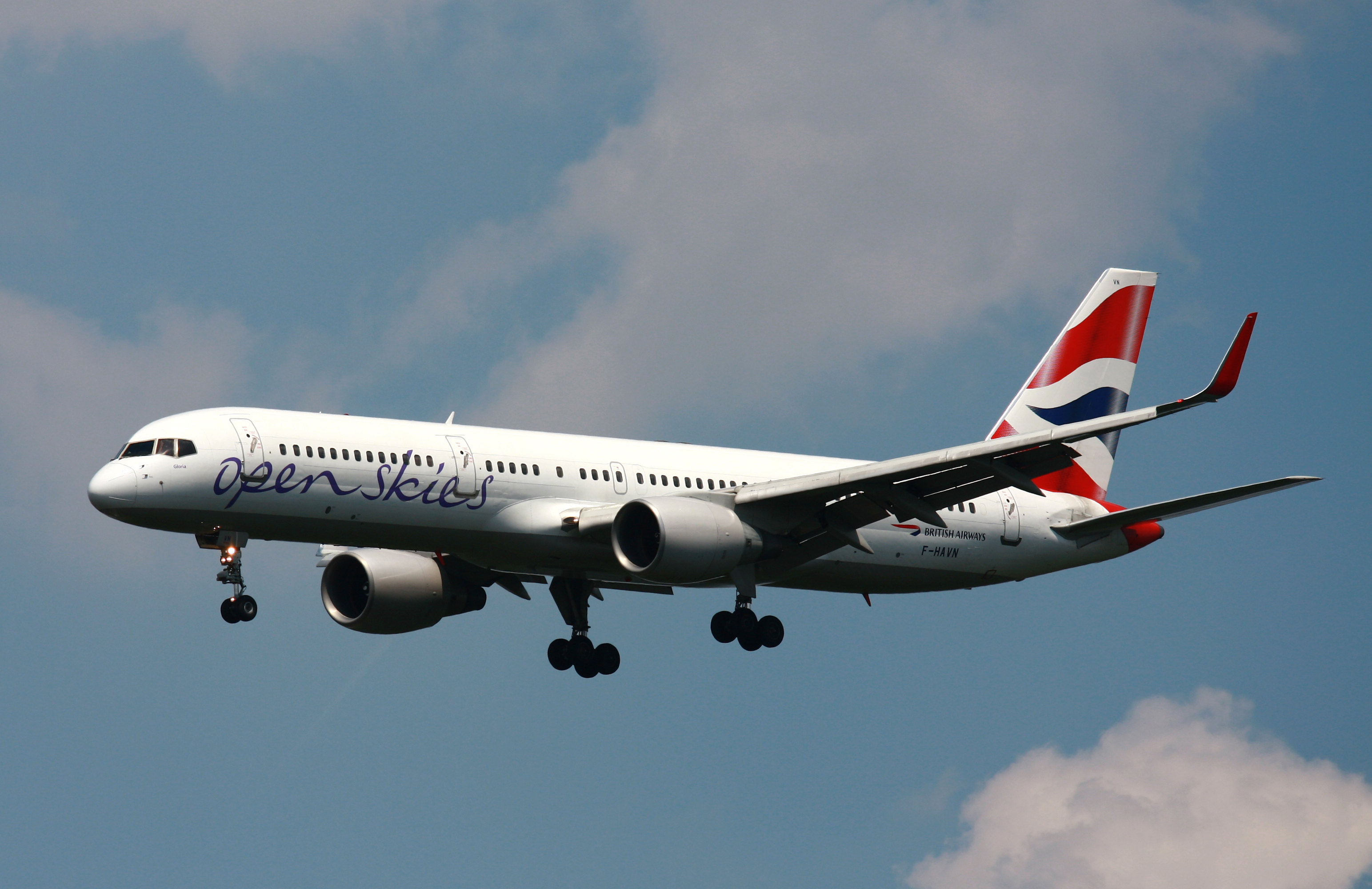
OpenSkies đang hạ cánh tại sân bay Frankfurt, Đức

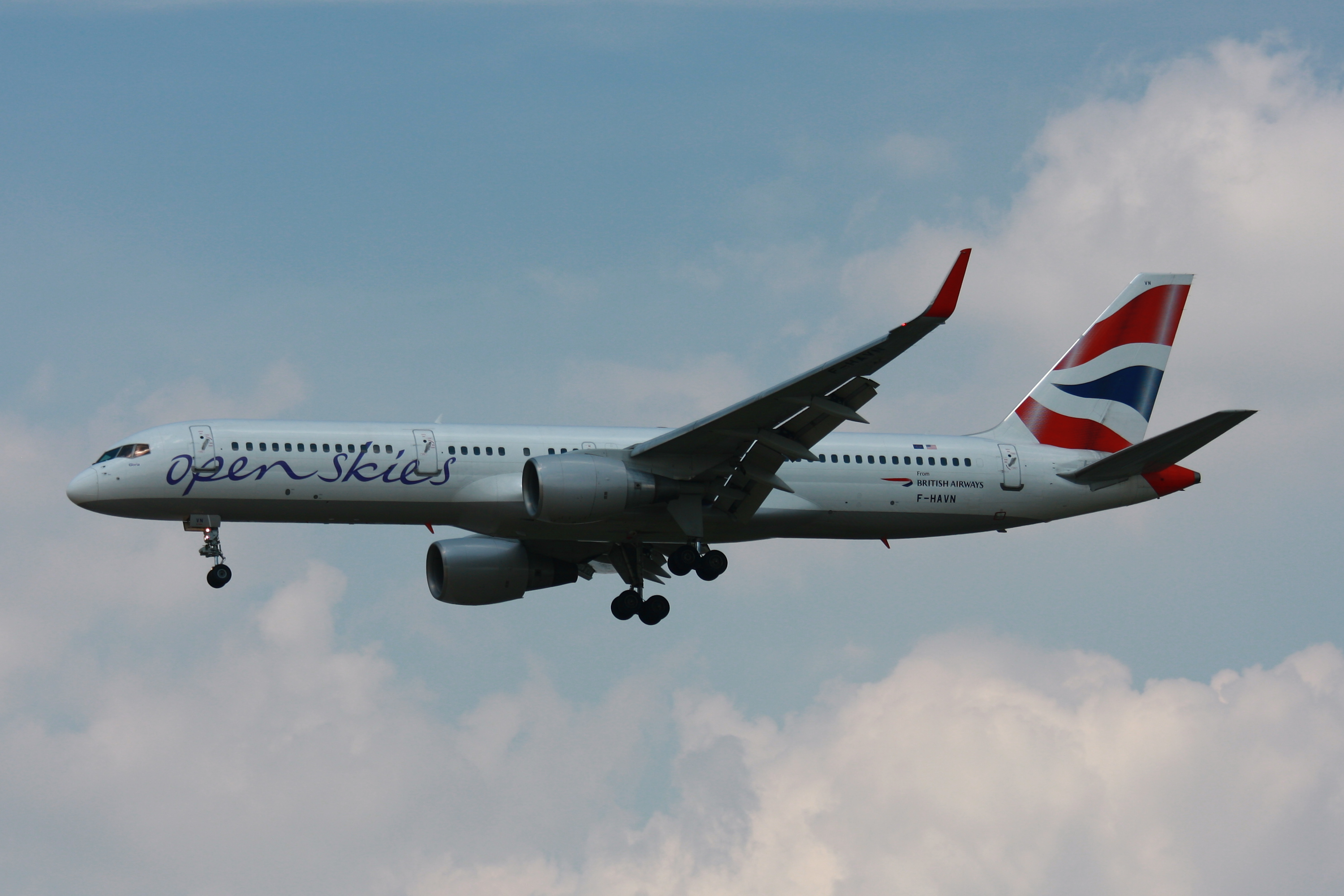
OpenSkies đang hạ cánh tại sân bay Frankfurt, Đức

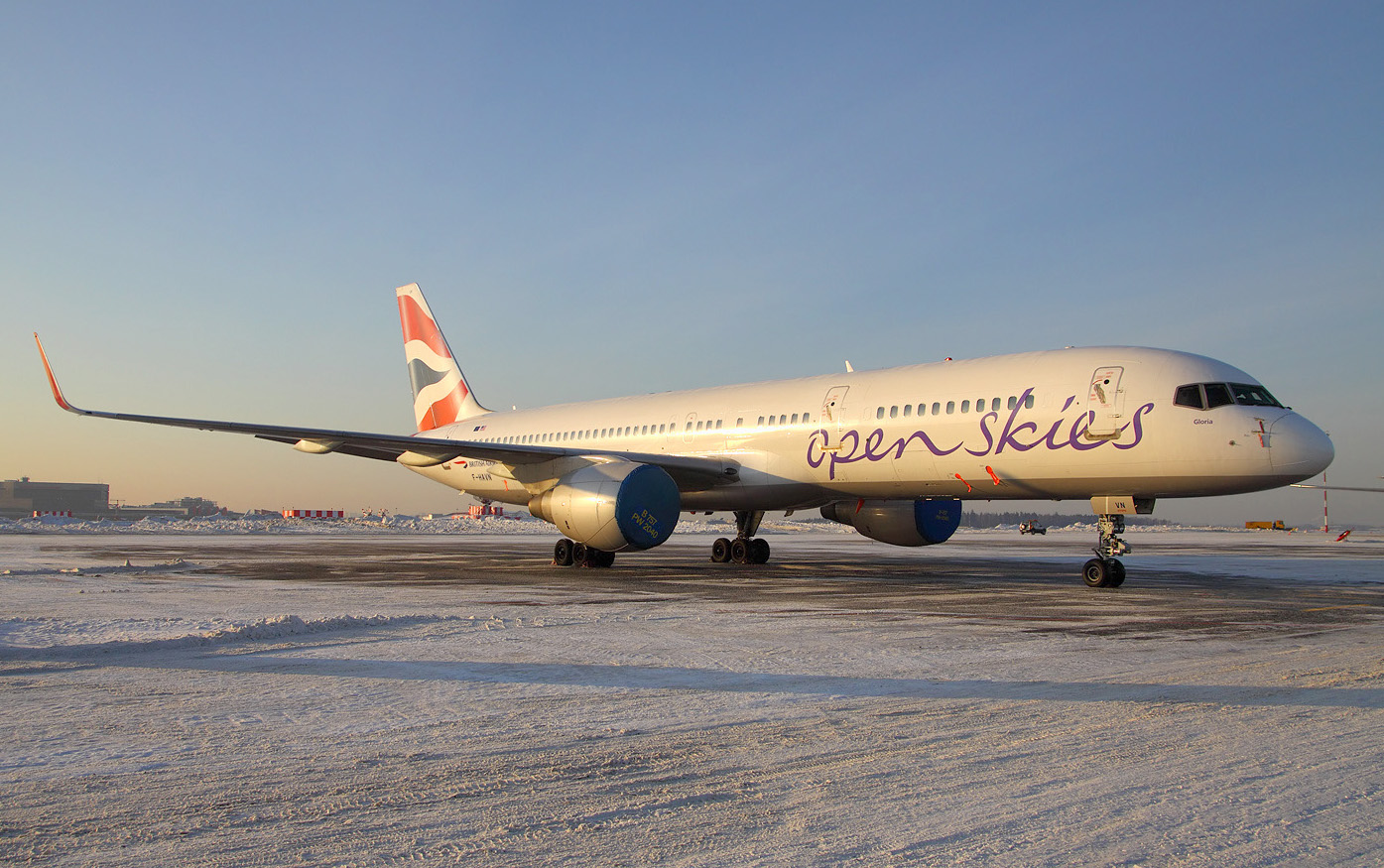
OpenSkies trong một chuyến bay thuê tới Kustov

Chuyến bay đầu tiên được thực hiện vào ngày 19 tháng 6 năm 2008 từ một chiếc Boeing B757 giao chuyển từ đội máy bay của British Airways, tới New York.
Tháng 7 năm 2008, OpenSkies đã mua lại một hãng hàng không Pháp L'Avion với giá £ 54.000.000. Các hoạt động của L'Avion và British 
Airways được sáp nhập vào ngày 4 tháng 4 năm 2008, mà sau này trở thành và hoạt động như OpenSkies.
Ngày 15 thang 11 năm 2008, chuyến bay đầu tiên tới điểm bay thứ ba là Amsterdam được khỏi hành và sau này, Newark trở thành điểm bay thứ tư của hãng khi OpenSkies sáp nhập L'Avion
Ngày 24 tháng 7 năm 2009, OpenSkies thông báo rằng hãng sẽ đình chỉ các chuyến bay vận chuyển từ Sân bay Amsterdam Schiphol ở Amsterdam, Hà Lan đi Sân bay John.F Kennedy ở New York chính thức từ ngày 16 tháng 8 cùng năm vì lý do kinh tế.
Một tháng sau, vào tháng 9, hãng thông báo đình chỉ các chuyến bay đi và đến từ Sân bay quốc tế Washington Dulles ở Washington đi Sân bay Charles de Gaulle ở Paris sẽ bị đình chỉ kể từ ngày 29 tháng 10.

## Dịch vụ
Mọi chiếc máy bay của hãng được thiết kế với hai kiểu ghế nhưng cùng một hạng. Gọi là Biz Bed (ghế nằm) và Biz Seat (ghế ngồi).

### Thiết kế ghế

#### Biz Bed
Biz Bed là hạng ghế thương gia kiểu nằm của OpenSkies. Ghế được thiết kế với độ ngả là 180 độ, độ rộng ghế là 20 inch và khoảng cách giữa các ghế với nhau là 73 inch. Ghế được thiết kế ngược với nhau, một thiết kế khá giống so với hạng thương gia của British Airways. Hãng cung cấp cho hành khách một đèn đọc sách cá nhân, phích cắm 110V chuyên dùng, màn che cá nhân và một bộ phận gác đầu có thể di chuyển tự do. Ngoài ra còn có một bàn ăn cỡ lớn có xếp gọn tron bộ phận gác tay. Trong mỗi hàng, ghế được sắp xếp theo cấu hình 2-2

#### Biz Seat
Biz Seat là kiểu ghế ngồi của hạng thương gia của OpenSkies. Ghế được thiết kế với độ ngả là 140 độ, độ rộng giữa các ghế là 20 inch và khoảng cách giữa các ghế với nhau là 73 inch. Ghế là một kiểu ghế điển hình cho kiểu ghế truyền thống với không có "shell" ở phía sau lưng ghế. Ngoài ra, ghế còn cung cấp cho khách một đèn đọc sách cá nhân, phích cắm chuyên dùng 110V cho các thiết bị điện tử và một bộ phận gác đầu có thể di chuyển tự do. Đồng thời, còn có một bàn ăn cỡ lớn có xếp gọn tron bộ phận gác tay.Trong mỗi hàng, ghế được sắp xếp theo cấu hình 2-2
Bắt đầu ngày 19 tháng 6, hạng ghế này sẽ chính thức đổi tên thành Prem Plus

#### Eco
Eco là hạng ghế mới nhất của hãng được cho sẽ ra mắt chính thức vào ngày 19 tháng 6 năm 2012. Đây cũng là hạng ghế nhỏ nhất của hãng với cấu hình là 3-3. Theo dự kiến, máy bay mang loại ghế này chỉ có 11 hàng tương đương với 66 khách. Cũng như các hạng ghế Biz Bed và Biz Seat, hành khách đi theo hạng ghế này cũng sẽ nưởng thụ được chương trình giải trí qua chiếc máy tình bảng đã được cài đặt sẵn.
Tuy nhiên, hành khách theo hạng này có thể sẽ không được sử dung phòng chờ tại cả hai điểm bay của hãng.

### Bộ dụng cụ trong chuyến bay
Cho các chuyến bay dài, OpenSkies cung cấp cho hành khách bộ dụng cụ trong chuyến bay, bao gồm:
- Mặt nạ ngủ
- Đồ bịt tai
- Vớ ngủ
- Bàn chải
- Kem đánh răng
- Kem dưỡng da
- Son dưỡng

### Ăn uống
Mỗi hạng ghế của OpenSkies đều được hãng cung cấp cho một thực đơn riêng và kèm với đó là một thực đơn rượu vang. 

#### Biz Bed
Các món ăn của hạng Biz Bed mang đậm phong cách của Pháp với những nguyên liệu tươi ngon nhất được lựa chọn. Dưới đây là một vài ví dụ về các món ăn
- Ức vịt ăn cùng với ớt chuông đỏ và vàng và lá tre
- Thịt cá hồi
- Súp khoai tây dùng với kem, ngò tây, cà rốt
- Thịt cừu dùng với sốt mù tạt, khoai tây trộn, húng tây, cà chua, bí và sốt pesto
- Thì là và cá tuyết dùng với mì Ý, bí và cà chua
- Các loại phô mát
- Các món tráng miệng bao gồm bánh kem, cà phê, trà, sô cô la và trái cây

Rượu vang và Sâm Panh của hãng chủ yếu được lựa chọn trong khoảng thời gian từ 2005-2010 từ các vùng thuộc Pháp. Dưới đây là một vài ví dụ:
- Billecard Salmon Brut
- Château Monconseil Gazin năm 2005-Premières Côtes de Blaye
- Châteauneuf du Pape Clos de L'Oratoire năm 2008
- Château de Chameiry-Mercury năm 2008
- Chablis 1er Cru Les Vaillons Vielle Vignes năm 2007-Domaine Laroche
- Pouilly Fuissé-L'Or Blanc năm 2008-Louis Père de Fils

#### Biz Seat
Cũng giống như Biz Bed, hạng Biz Seat cũng có nguồn thức ăn độc đáo mang phong cách đậm của Pháp ngoài ra còn có một nguồn lượng rượu phong phú nhưng lại ít hơn hạng Biz Bed. Sau đây là một vài ví dụ:
- Rau trộn với cá hồi và chanh
- Gà thượng hạng dùng chung với đậu xanh và khoai tây kiểu Lyon và mì Ý với sốt kem và rau dền.
- Các loại phô mát
- Các món tráng miệng với bánh ngọt, cà phê, trà và sô cô la.

Rượu vang và Sâm Panh của hãng chủ yếu lấy từ nguồn rượu nội địa Pháp và chủ yếu có tuổi từ năm 2005-2010. Sau đây là một vài ví dụ:
- Laurent Perrier Brut LP
- Château Monconseil Gazin năm 2005-Premières Côtes de Blaye
- Châteauneuf du Pape Clos de L'Oratoire năm 2008
- Château de Chameiry-Mercury năm 2008
- Sancerre năm 2009-Domaine de de Barbotaine-Grands Vins de France
- Chablis năm 2009-Louis Père de Fils

### Chương trình giải trí
Cả ba hạng đều có một nguồn chương trình giải trí rất phong phú, bao gồm các chương trình phim được lựa chọn hàng tháng. Kể cả các phim hiện tại và cổ điển. Ngoài ra có các trò chơi liên quan tới thể thao, trí tuệ,.....Các chương trình âm nhạc cũng được cài đặt trong chương trình của hãng. Tất cả đều có song ngữ Anh-Pháp. Ngoài ra hãng cũng cấp cho hành khách một chiếc máy tính bảng chứa các bộ phim HD, trò chơi,....

### Phòng chờ
Phòng chờ của OpenSkies đặt tại cả hai điểm trung chuyển của hãng là Paris và New York.
Tại phòng chờ Paris tại Sân bay Orly, bao gồm:
- Thức ăn và thức uống tại phòng chờ
- Các tạp chí Pháp và quốc tế
- Truyền hình, thông tin chuyến bay và các chương trình giải trí
- Các khu vực ngồi chờ với ghế đệm mút
- Wifi miễn phí
- Khu vực điện thoại cho các vùng nội địa
- Phích cắm 110V chuyên dùng cho các thiết bị điện tử cho mục đích làm việc

Tại phòng chờ New York tại Sân bay quốc tế Newark Liberty, bao gồm:
- Thức ăn và thức uống tại phòng chờ
- Các loại rượu tại quầy bar
- Các loại tạp chí quốc tế và của Pháp
- Truyền hình, thông tin chuyến bay và chương trình giải trí
- Khu vực chờ với ghế đệm mút
- Wifi miễn phí
- Khu vực máy tính
- Khu vực cho điện thoại tới các khu vực địa phương
- Các phích cắm 110V chuyên dụng cho các thiết bị điện tử cho mục đích làm việc

## Các điểm đến
Tính tới thời điểm hiện tại, OpenSkies chỉ bay duy nhất hai điểm bay giữa hai bờ Đại Tây Dương, bao gồm:

#### châu Âu
- Pháp
  - Paris-Sân bay Orly (Trạm trung chuyển chính)

#### châu Mỹ
- Hoa Kỳ
  - New York-Newark-Sân bay quốc tế Newark Liberty

#### Các điểm đến trước đây
- Châu Âu:Amsterdam
- Châu Mỹ:New York(Sân bay New York-JFK); Washington D.C

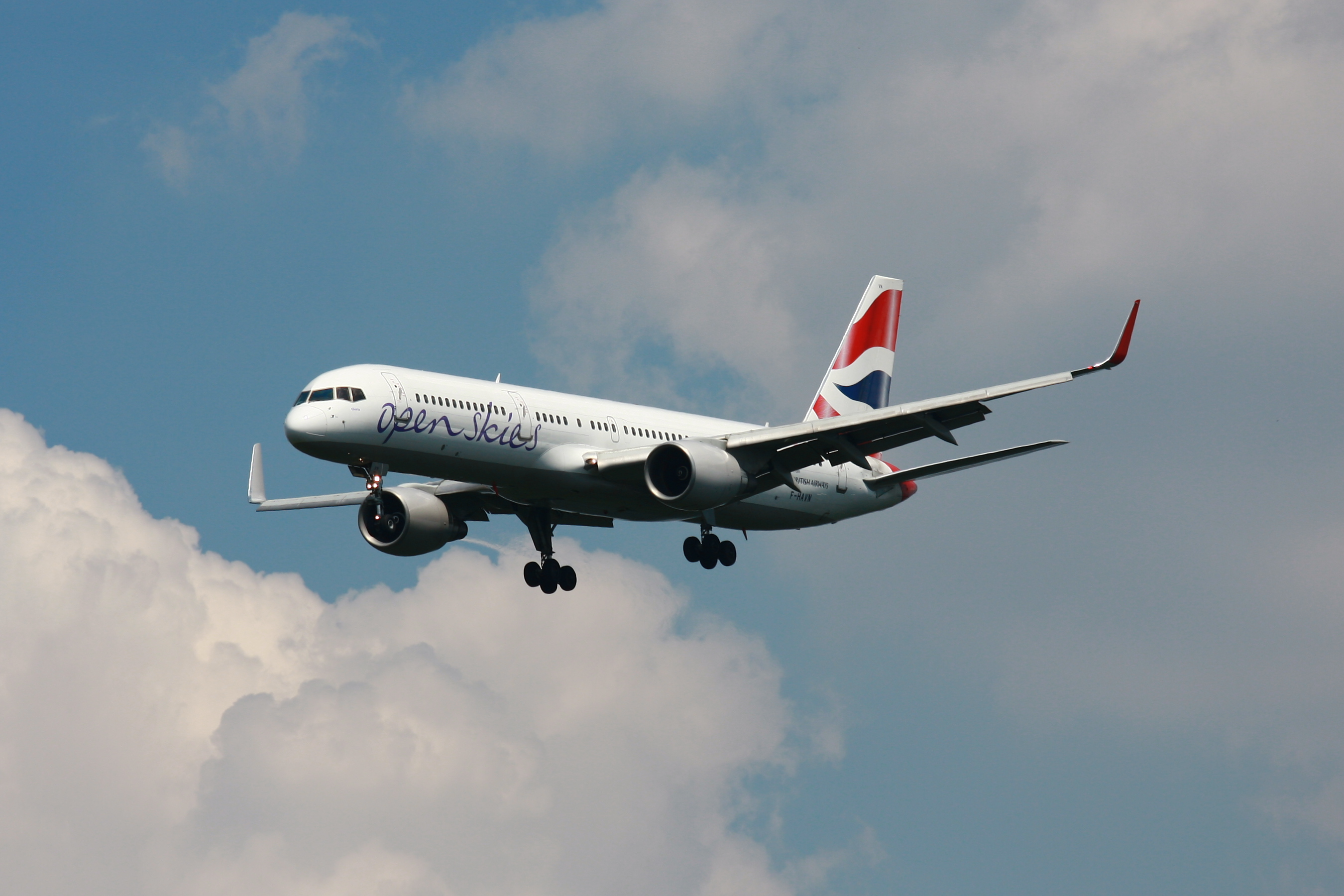
Một chiếc máy bay khác của OpenSkies

## Liên danh
Hiện nay, OpenSkies chỉ liên danh một hãng duy nhất là American Airlines, cho phép các chuyến bay liên danh của hãng OpenSkies có thể đặt mã "AA" trong đó.

## Liên minh
Cho dù là một hãng con của British Airways đồng thời là thành viên của liên minh Oneworld nhưng OpenSkies vẫn không mang logo của liên minh hàng không Oneworld của công ty mẹ. Tuy vậy, các hành khách tham gia chương trình khách hàng thường xuyên của British Airways có thể tăng điểm thưởng trên các chuyến bay của OpenSkies

## Đội bay
Đến nay, OpenSkies chỉ hoạt động duy nhất một loại máy bay là dòng Boeing B757. Vào ngày hoạt động đầu tiên, British Airways đã chuyển nhượng một chiếc cho hãng và một chiếc bổ sung chuyển giao vào tháng 12 năm 2008. Tất cả các máy bay của OpenSkies đều tăng thêm cánh phụ nhỏ hắt cao lên ở phía cuối cánh để tăng phạm vi bay, giảm lượng CO2 khi bay và lượng nhiên liệu tiêu hao. Cabin máy bay chia ra thành hai kiểu ghế và có số ghế là 64 hay 84 tùy theo cấu hình. Hai chiếc máy bay của L'Avion được chuyển sang cho OpenSkies sau khi hãng sáp nhập OpenSkies. Đồng thời, các thông số kĩ thuật đều được chỉnh sửa lại khi hai chiếc được chuyển nhượng.
Đội bay của OpenSkies giữ lãi màu sắc đuôi của công ty mẹ là British Airways với hai màu đỏ-xanh dương. Nhưng một số màu sắc trên máy bay bị thay đổi làm riêng cho logo của OpenSkies. Bao gồm phần bụng được chuyển sang màu xám thay vì màu xanh dương đậm như của British Airways. Đồng thời, dòng chữ tên hãng là "OpenSkies" được viết bằng màu xám thay vì màu xanh và ngay ngắn như British Airways. Động cơ của máy bay cũng được sơn lại thành màu bạc và cánh nhỏ được sơn đỏ thay vì để màu giống như British Airways. Chiếc máy bay đầu tiên của hãng có tên là Lauren khi tên gọi của hãng trước khi hoạt động dự kiến là Project Lauren. Những chiếc còn lại được đặt tên là Gloria, Violette và Penny.
Tháng 2 năm 2009, British Airways công bố họ sẽ không chuyển giao những chiếc B757 để bổ sung vào công ty con là OpenSkies vào cuối năm 2009 như dự kiến mà thay vào đó hãng sẽ bán lại chiếc thứ ba cho OpenSkies. OpenSkies cho biết họ sẽ tăng đội bay lên sáu chiếc vào cuối 2009 nhưng British Airways đã hủy bỏ và từ chối kế hoạch.

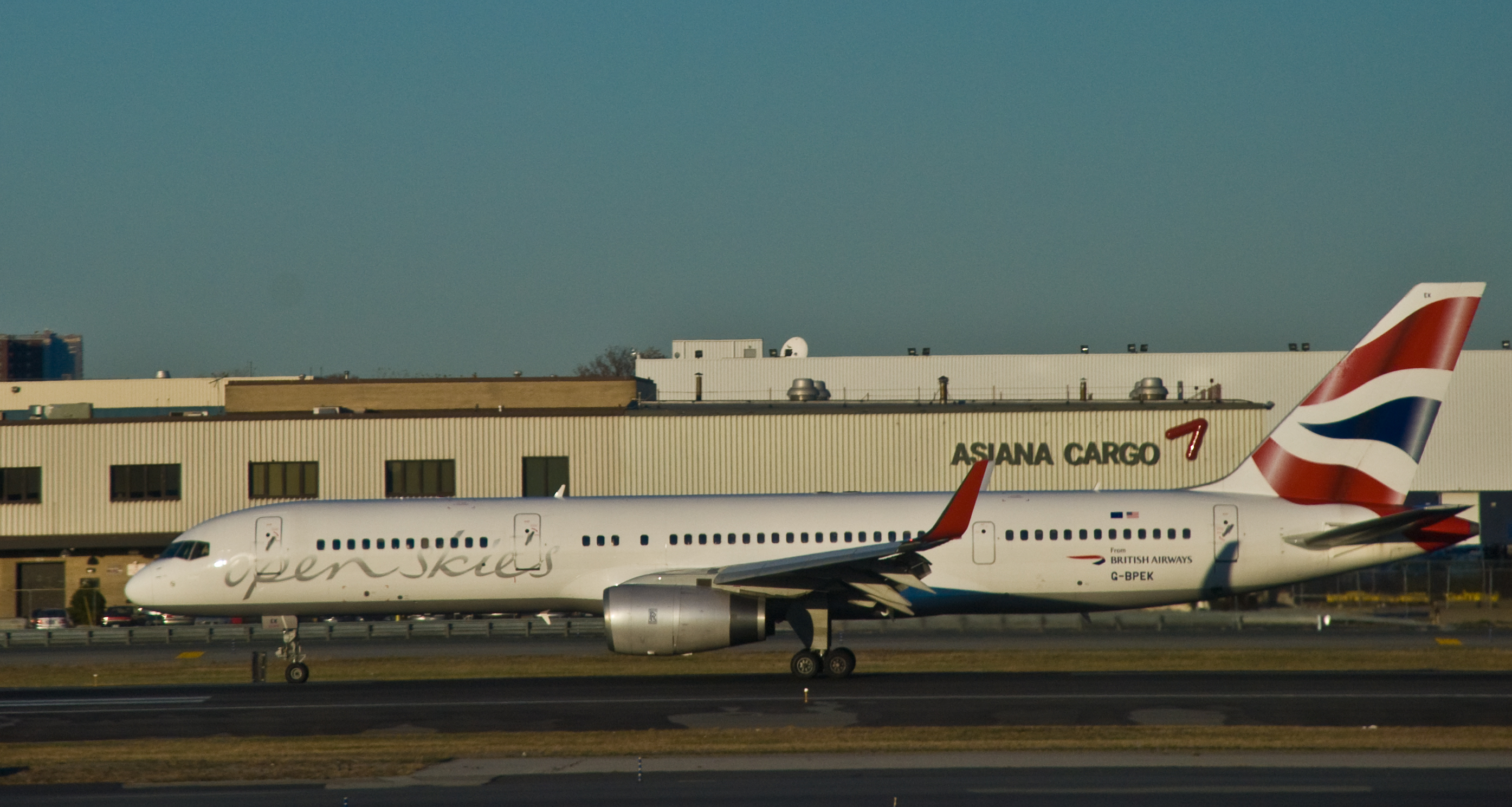
OpenSkies tại sân bay JFK, New York

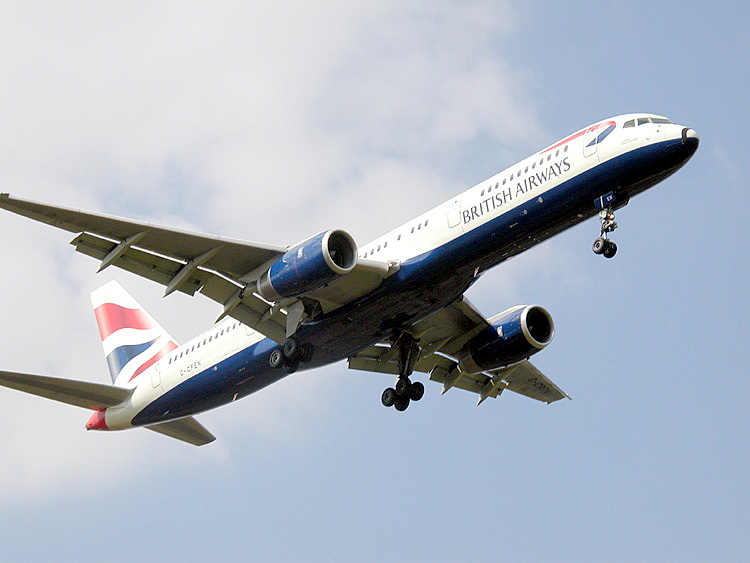
Sự khác nhau giữa màu sơn của OpenSkies và British Airways

## Phê duyệt
Các đường bay của OpenSkies dự kiến đã bị đình chỉ vì Hiệp định giữa Liên minh châu Âu-Mỹ để mở rộng bầu trời bay cho phép các hãng hàng không nào của Hoa Kỳ và châu Âu có thể vận hành dịch vụ của mình tại bất kì vị trí nào ở các quốc gia châu Âu. Sự sẵn có các khu vực hạ cánh tại một sân bay nhất định, ví dụ như London-Heathrow nhằm hạn chế các tác động thỏa thuận.
British Airways European Limited, kinh doanh như OpenSkies, nắm giữ giấy phép hoạt động loại A từ Cơ quan Dân Dụng Vương Quốc Anh. Điều này cho phép các hãng có thể vận chuyển hành khách, hàng hóa, thư từ trong các máy bay dưới 20 chỗ ngồi. Các giấy phép hoạt động bị đình chỉ vào ngày 6 tháng 5 năm 2009 trong 3 thang chuyển giao của L'Avion theo yêu cầu của British Airways Limited.